# آندره اورتولف
آندره اورتولف (زاده ۳ مارس ۱۹۹۴ در آگسبورگ) بازرگان آلمانی است که (تا سال ۲۰۲۳) یکصد و دو رکورد جهانی را در گینس ثبت کرده‌است و دارای بیشترین رکوردهای جهانی گینس در آلمان است. او اولین آلمانی و جوان‌ترین فرد جهان است که همزمان ۱۰۰ رکورد را در اختیار دارد.

## زندگی
آندره در کودکی، مجذوب کتاب رکوردهای گینس شده بود، اما فکر می‌کرد که هرگز نمی‌تواند خودش رکوردی را ثبت کند. در نوجوانی اشتیاق خود را به دو و میدانی کشف کرد و به یک باشگاه دو و میدانی آگسبورگ پیوست.
اورتولف در سال ۲۰۱۴ زمانی که برای نخستین بار در یک برنامه تلویزیونی ظاهر شد به شهرت جهانی دست یافت. او در تلویزیون استرالیا درباره هدفش از اینکه می‌خواهد ۱۰۰ رکورد جهانی را همزمان به دست آورد صحبت کرد.